# شتالاج الثالث-دي
```
شتالاج الثالث-دي
 
معسكر أسرى حرب
 
للجيش الألماني
 في 
الحرب العالمية الثانية
 بني على 
مبنى الكونغرس النازي
 في 
نورمبرغ
، شمال 
بافاريا
.
[
1
]
```

## تاريخ المخيم
في سبتمبر 1939 تم إنشاء معسكر اعتقال لمدني العدو داخل مباني مخيم كتيبة العاصفة في أماكن التجمع. في غضون شهرين، تم ترحيل المدنيين ووصل السجناء من غزو بولندا. من مايو 1940، بعد غزو النرويج ومعركة فرنسا، وصل السجناء بأعداد كبيرة، حتى وصلوا إلى 150,000 من جميع البلدان المحتلة، باستثناء بريطانيا. تم احتجاز السجناء البريطانيين في معسكرات منفصلة في جميع أنحاء ألمانيا. تم استخدام جزء من المرافق كأوفلاج الثالث عشر-إيه لاحتجاز الضباط.
في أغسطس 1940 تم شحن معظم المجندين إلى معسكرات أخرى. شتالاج الثالث عشر-إيه وشتالاج الثالث عشر-بي وشتالاج الثالث عشر-إيه فقط أولئك الذين بقوا يعملون بالفعل في الصناعة المحلية وتم إيواؤهم في أفراد أبتزلاغا.
في يونيو 1941 بدأ التدفق الهائل للسجناء السوفييت من عملية بربروسا. في أغسطس 1943، تضرر المخيم بشدة خلال غارة الحلفاء الجوية. تم إحراق 23 كوخ خشبي. بأعجوبة قتل سجينان سوفييتيان فقط في المعسكر. ومع ذلك، في هذا التفجير والهجمات اللاحقة، قتل العديد من السجناء في أبتزلاغا الفردية. في أواخر عام 1944 / أوائل عام 1945، ازداد عدد سكان المخيم بشكل كبير مع وصول السجناء الذين تم إجلاؤهم من المخيمات في الشرق أمام تقدم الجيش الأحمر. وشمل ذلك العديد من الطيارين الأمريكيين والبريطانيين من شتالاج لوفت الثالث. في 12 أبريل 1945، سارت أعداد كبيرة إلى شتالاج السابع-إيه، وفي 16 أبريل تم تحرير المعسكر من قبل عناصر متقدمة من جيش الولايات المتحدة.